# Осовецкий сельсовет (Брестская область)
Осовецкий сельсовет — административная единица на территории Дрогичинского района Брестской области Республики Беларусь. Административный центр — агрогородок Осовцы.

## История
Образован в 1940 г.

## Состав
В состав сельсовета входят 1 агрогородок и 9 деревень:
| Населённый пункт | Статус      | СОАТО         | Координаты                      |
| ---------------- | ----------- | ------------- | ------------------------------- |
| Адамово          | деревня     | 1 220 849 001 | 52°03′08″ с. ш. 25°15′30″ в. д. |
| Белин            | деревня     | 1 220 849 006 | 52°02′55″ с. ш. 25°12′21″ в. д. |
| Белинок          | деревня     | 1 220 849 011 | 52°02′20″ с. ш. 25°11′41″ в. д. |
| Гута             | деревня     | 1 220 849 016 | 52°06′18″ с. ш. 25°16′54″ в. д. |
| Крестиново       | деревня     | 1 220 849 021 | 52°06′21″ с. ш. 25°18′52″ в. д. |
| Малиновка        | деревня     | 1 220 849 026 | 52°01′04″ с. ш. 25°14′30″ в. д. |
| Осовцы           | агрогородок | 1 220 849 031 | 52°05′05″ с. ш. 25°14′53″ в. д. |
| Пуховая          | деревня     | 1 220 849 036 | 52°02′06″ с. ш. 25°17′00″ в. д. |
| Язвины           | деревня     | 1 220 849 041 | 52°07′46″ с. ш. 25°14′49″ в. д. |
| Ялочь            | деревня     | 1 220 849 046 | 52°07′36″ с. ш. 25°12′38″ в. д. |